# Педро Альмодовар
Пе́дро Альмодо́вар Кабальє́ро (ісп. Pedro Almodóvar Caballero, МФА: [ˈpeðɾo almoˈðoβar kaβaˈʎeɾo]; нар. 24 вересня 1949, Кальсада-де-Калатрава) — іспанський кінорежисер, сценарист і актор; знімає контроверсійні комедії та драми на побутові теми. Двічі призер Каннського (як найкращий режисер — фільм «Все про мою матір», 1999 — і сценарист — фільм «Повернення», 2006) та Венеційського кінофестивалів (як сценарист — фільм «Жінки на межі нервового зриву», 1988 — і постановник найкращого фільму основної програми — «Сусідня кімната», 2024).

## Життєпис
Альмодовар народився 24 вересня 1949 року у невеликому містечку Кальсада-де-Калатрава у бідному регіоні іспанської Ла-Манчі. У нього є дві старші сестри, Антонія і Марія Хесус, та молодший брат Агустін. У 8 років переїхав разом з сім'єю в Естремадуру, де відвідував спочатку салезіанську, а потім францисканську школу.
У 1968 році він прибув до Мадрида, де жив з торгівлі старими речами на блошиному ринку Ель-Растро. Альмодовар не навчався кінематографії, бо не мав для цього грошей. Окрім того, на початку 1970-тих уряд Франко закрив кінематографічні навчальні заклади. Проте він знайшов роботу в іспанській телефонній компанії й на зекономлені гроші купив 8-ми мм камеру.
Період з 1972 до 1978 він присвятив створенню короткометражних фільмів за допомогою друзів. Ці фільми були популярними у мадридській субкультурі. Протягом кількох років Альмодовар був зіркою «Ля Мовіда» — мадридського попкультурного руху пізніх 1970-тих. Його перший повнометражний фільм — «Пепі, Люсі, Бом та інші дівчата» (1980) — був зроблений вже 16 мм камерою і для прокату збільшений до 32 мм.
У 1987 році він разом з братом Агустином відкрив власну продюсерську компанію «Ель Десео». «Альмодоварський феномен» досягнув різних закутків світу і зробив його фільми дуже популярними у багатьох країнах. Пізніше «Ель Десео» випустила проєкти таких відомих режисерів, як Алекс де ла Іглесіа, Гільєрмо дель Торо та Ізабель Койшет.

## Творчість
Альмодовар — найвідоміший у світі іспанський режисер після Луїса Бунюеля та один з найвідоміших світових режисерів некомерційного кіно 1980-х. Його називають «Годаром з людським обличчям».
У сімдесятих він увійшов до попсубкультури Мадрида — створював 8-ми мм короткометражні фільми, грав у авангардистських театрах та панк-роковій групі.

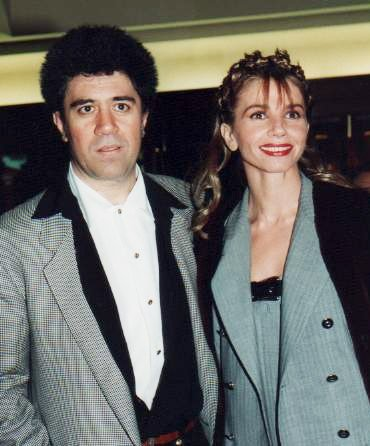
Альмодовар з Вікторією Абріль у 1993 році.

Його перші повнометражні фільми «Пепі, Люсі, Бом та інші дівчата» (1980) і «Лабіринт бажань» (1981) були проявами його андеграундових смаків і стали культовими хітами. Але тільки «Темні звички» (1983) привернули серйозну міжнародну увагу. Популярність Альмодовара зросла з фільмами «Що я зробив, аби заслужити це?» (1984), «Матадор» (1986) та «Законом бажання» (1987). У цих фільмах сформувався його стиль — мелодрами, комедії та кітчу, що часто висміює традиційні звичаї. «Жінки на межі нервового зриву» (1988) — більш м'який і традиційний фільм, але все ж яскраво іронічний. Він став світовим хітом і був номінований як «Найкращий закордонний фільм» на Оскар. За цим з'явились контроверсійні «Зв'яжи мене!» (1990), «Високі підбори» (1991) та «Кіка» (1993). Наступні фільми досягли ще більшої популярності — «Квітка моєї таємниці» (1995), «Жива плоть» (1997), «Все про мою матір» (1999), «Поговори з нею» (2002).
Над сценарієм фільму «Погане виховання» (2004) Альмодовар працював протягом десяти років. Фільм базується на оповіданні, яке він написав у дитинстві під час навчання у католицькій школі. Альмодовар стверджує, що багато його однокласників стали жертвами сексуальних домагань священників, про це й розповідає фільм.

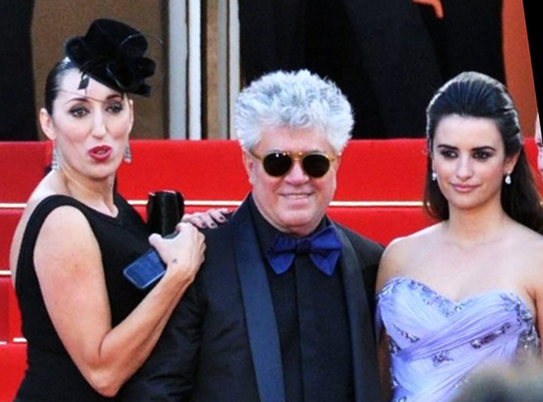
Педро Альмодовар з Россі де Пальмою (зліва) та Пенелопою Крус у 2009 році. Акторки часто з'являються у фільмах режисера.

Фільм «Повернення» (2006) брав участь в конкурсній програмі кінофестивалю в Каннах у 2006 році, а також номінувався на Оскар від Іспанії. Альмодовар стверджує, що його картина руйнує стереотип «чорної Іспанії» і відкриває справжнє обличчя цієї країни. Пенелопа Крус вважає, що зіграла у «Поверненні» свою найкращу роль. Фільм став найбільш касовим в Альмодовара, зібрав понад 85 мільйонів фунтів по всьому світі.
Прем'єра стрічки «Розірвані обійми» (2009) в Іспанії відбулася 17 березня 2009 року, а в Україні — 24 вересня.
Фільм «Шкіра, в якій я живу» (2011) став першим вторгненням режисера в жанр психологічних жахів. Картина знята за книгою «Тарантул» Тьєррі Жонке. Стрічка, за словами Альмодовара, є моторошною історією, яка не схожа на жоден з попередніх фільмів режисера. Центральна тема фільму — помста. Світова прем'єра стрічки відбулася у рамках 64-го Каннського кінофестивалю 19 травня 2011 року, а вихід у кінотеатри відбувся 29 вересня 2011 року.
Стрічка «Закохані пасажири» (2013) стала поверненням Альмодовара до жанру комедії.
Драма «Джульєтта» (2016) стала двадцятим повнометражним фільмом в кар'єрі режисера. Світова прем'єра стрічки відбулась 17 травня 2016 року на Каннському кінофестивалі, а в Україні — 11 серпня 2016 року. Фільм розповідає історію жінки, на ім'я Джульєтта у двох часових відрізках — зараз і 30 років тому.
Фільм Альмодовара «Біль та слава» (2019) пройшов в українському прокаті з 13 червня 2019 до 26 червня 2019. У 2021 році режисер випустив драму «Паралельні матері» з Пенелопою Крус (номінація на «Оскар» за найкращу жіночу роль), а у 2024 році — свій перший повнометражний англомовний фільм «Сусідня кімната», нагороджений головним призом Венеційського кінофестивалю «Золотий лев».

## Громадська позиція
У 2014 підтримав українського режисера Олега Сенцова, незаконно ув'язненого у Росії.
Напередодні президентських виборів у США 2016 року Альмодовар підтримав кандидатку від Демократичної партії Гілларі Клінтон.

## Особисте життя
Альмодовар — відкритий гей. Відомо, що з 2002 року режисер зустрічається з актором та фотографом Фернандо Іглесіасом. Педро часто знімає його в невеликих ролях у своїх фільмах. Пара живе в окремих будинках в сусідніх районах Мадрида.

## Фільмографія

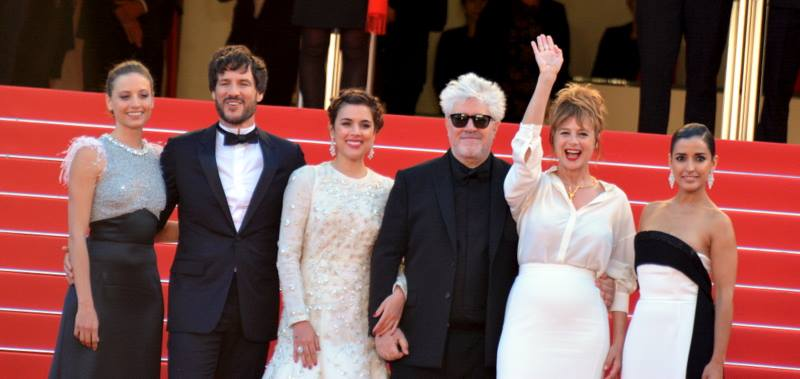
На Каннському кінофестивалі з акторами фільму «Джульєтта» у 2016 році

### Режисер

#### Повнометражні
| Рік  | Українська назва                | Оригінальна назва                         |
| ---- | ------------------------------- | ----------------------------------------- |
| 1980 | Пепі, Люсі, Бом та інші дівчата | Pepi, Luci, Bom y otras chicas del montón |
| 1982 | Лабіринт бажань                 | Laberinto de pasiones                     |
| 1983 | Темні звички                    | Entre tinieblas                           |
| 1984 | Що я зробила, аби заслужити це? | ¿Qué he hecho yo para merecer esto?!!     |
| 1986 | Матадор                         | Matador                                   |
| 1987 | Закон бажання                   | La ley del deseo                          |
| 1988 | Жінки на межі нервового зриву   | Mujeres al borde de un ataque de nervios  |
| 1990 | Зв'яжи мене!                    | ¡Átame!                                   |
| 1991 | Високі підбори                  | Tacones lejanos                           |
| 1993 | Кіка                            | Kika                                      |
| 1995 | Квітка моєї таємниці            | La flor de mi secreto                     |
| 1997 | Жива плоть                      | Carne trémula                             |
| 1999 | Все про мою матір               | Todo sobre mi madre                       |
| 2002 | Поговори з нею                  | Hable con ella                            |
| 2004 | Погане виховання                | La mala educación                         |
| 2006 | Повернення                      | Volver                                    |
| 2009 | Розірвані обійми                | Los abrazos rotos                         |
| 2011 | Шкіра, в якій я живу            | La piel que habito                        |
| 2013 | Я дуже збуджений                | Los amantes pasajeros                     |
| 2016 | Джульєтта                       | Julieta                                   |
| 2019 | Біль та слава                   | Dolor y gloria                            |
| 2021 | Паралельні матері               | Madres paralelas                          |
| 2024 | Сусідня кімната                 | La habitación de al lado                  |

#### Короткометражні
- Політичний фільм / Film político (1974)
- Дві повії, або Історія кохання, яка закінчується весіллям / Dos putas, o historia de amor que termina en boda (1974)
- Мрія, або Зірка / El sueño, o la estrella (1975)
- Вшанування / Homenaje (1975)
- Падіння Содому / La Caída de Sódoma (1975)
- Білизна / Blancor (1975)
- Проявляйте милосердя / Sea caritativo (1976)
- Смерть на автостраді / Muerte en la carretera (1976)
- Секс туди-сюди / Sexo va, sexo viene (1977)
- Саломея / Salomé (1978)
- Трейлер для заборонених коханців / Tráiler para amantes de lo prohibido (1985)
- Радниця-канібал / La concejala antropófaga (2009)
- Людський голос / La voz humana (2020)
- Дивний спосіб життя / Strange Way of Life (2023)

### Продюсер
- 1993 — Операція «Мутанти» / Acción mutante, реж. Алекс де ла Іглесіа
- 1996 — Моє ім'я — тінь / Mi nombre es sombra, реж. Гонсало Суарес
- 2001 — Хребет диявола / El espinazo del diablo, реж. Гільєрмо дель Торо
- 2003 — Моє життя без мене / Mi vida sin mí, реж. Ісабель Койшет
- 2004 — Свята дівчина / La niña santa, реж. Лукресія Мартель
- 2005 — Таємне життя слів / La vida secreta de las palabras, реж. Ісабель Койшет
- 2007 — Жінка без голови / La mujer sin cabeza, реж. Лукресія Мартель
- 2014 — Дикі історії / Relatos salvajes, реж. Даміан Шифрон
- 2015 — Клан / El Clan, реж. Пабло Траперо
- 2018 — Янгол / El Ángel, реж. Луїс Ортега
- 2020 — У Бенідормі йде сніг / It Snows in Benidorm, реж. Ісабель Койшет

## Нагороди
Педро Альмодовар отримав багато кінопремій, ось найважливіші з них: Два «Оскари»:
- 1999 — Найкращий іноземний фільм («Все про мою матір»)
- 2003 — Найкращий сценарій («Поговори з нею»)

Два «Золотих глобуси»:
- 1999 — Найкращий іноземний фільм («Все про мою матір»)
- 2003 — Найкращий іноземний фільм («Поговори з нею»)

Чотири премії «Гойя»:
- 1988 — Найкращий оригінальний сценарій («Жінки на межі нервового зриву»)
- 1999 — Найкращий режисер («Все про мою матір»)
- 1999 — Найкращий фільм («Все про мою матір»)
- 2006 — найкращий режисер («Повернення»)

Чотири премії «BAFTA»:
- 2002 — найкращий іноземний фільм («Поговори з нею»)
- 2002 — найкращий оригінальний сценарій («Поговори з нею»)
- 1999 — найкращий іноземний фільм («Все про мою матір»)
- 1999 — найкращий режисер («Все про мою матір»)

Чотири премії «Сезар»:
- 2003 — найкраща європейська стрічка («Поговори з нею»)
- 2000 — найкраща іноземна стрічка («Все про мою матір»)
- 1999 — почесна премія за заслуги
- 1992 — найкраща іноземна стрічка («Високі підбори»)